# Maria Fredrika Arosenius
Maria Fredrika Arosenius, född 6 september 1869, död 29 maj 1959 i Oscars församling i Stockholm, var en svensk konsthantverkare, översättare och psalmförfattare.
Hon var dotter till överstelöjtnanten Jacob Fredrik Neikter Arosenius. Hon utgav 1931 en samling översättningar med 25 psalmtexter av Psalmer av Tersteegen  tillsammans med 18 Tänkepråk av hans författarskap, varav en, Gud är här tillstädes, togs med i 1937 års psalmbok. 
Hennes svenska texter blir fria från upphovsrätt och kan publiceras 2029. Arosenius är begravd på Norra begravningsplatsen utanför Stockholm.

## Psalmer
- Gud är här tillstädes (1937 nr 209) 1931, översatt till svenska från Gerhard Tersteegens tyska psalm Gott ist gegenwärtig (1729). Psalmen har nummer 79 i Den svenska psalmboken 1986 med titeln  Gud är mitt ibland oss.
- Nu lider det till kväll, och solen går neder